# Germán Gozalbo Andreu
Germán Gozalbo Andreu (ur. 30 sierpnia 1913, zm. 22 września 1936) – hiszpański błogosławiony Kościoła katolickiego, duchowny katolicki.
Otrzymał święcenia kapłańskie kilka tygodni przed śmiercią. Padł ofiarą antykatolickich prześladowań religijnych okresu wojny domowej w Hiszpanii.
Germana Gozalbo Andreu beatyfikował Jan Paweł II w dniu 11 marca 2001 roku jako męczennika zamordowanego z nienawiści do wiary (łac. odium fidei) w grupie 232 towarzyszy Józefa Aparicio Sanza.